# Inka Mülder-Bach
Inka Mülder-Bach (* 14. Juni 1953 in  Münden (Hann. Münden)) ist eine deutsche Literaturwissenschaftlerin.

## Werdegang
Mülder-Bach war Stipendiatin der Studienstiftung des deutschen Volkes. Sie studierte Germanistik, Anglistik und Amerikanistik an den Universitäten Tübingen, Oslo und Berkeley (USA) und schloss 1984 mit Promotion an der Universität Tübingen ab. Sie ging als wissenschaftliche Assistentin an das Institut für Allgemeine und Vergleichende Literaturwissenschaft der Freien Universität Berlin, wo sie sich 1995 habilitierte. Im Jahr darauf lehrte sie als Gastprofessorin an der Columbia University. Nach ihrer Rückkehr übernahm sie eine Vertretungsprofessur an der Freien Universität Berlin.
1998 folgte sie einem Ruf auf eine Professur für Neuere deutsche Literatur  an der Universität München. 2000 wechselte sie an die Universität Düsseldorf. Seit 2002 ist sie Ordinaria für Neuere deutsche Literatur  an der Universität München. Seit Juli 2012 ist sie zudem Permanent Visiting Professor an der Princeton University.
Sie war von 2006 bis 2012 Sprecherin der DFG-Forschergruppe „Anfänge (in) der Moderne“ und ist Mitherausgeberin von Poetica: Zeitschrift für Sprach- und Literaturwissenschaft. Seit ihrer Dissertation hat sie sich immer wieder mit dem Filmkritiker und Intellektuellen Siegfried Kracauer beschäftigt und eine wissenschaftliche Gesamtausgabe seines Werkes im Suhrkamp Verlag herausgegeben, weshalb sie als „Kracauerin“ bezeichnet worden ist.

## Ehrungen
- 2012: Verdienstkreuz am Bande der Bundesrepublik Deutschland

## Schriften
- Robert Musil: Der Mann ohne Eigenschaften. Ein Versuch über den Roman. Hanser, München 2013, ISBN 978-3-446-24354-5.
- Im Zeichen Pygmalions. Das Modell der Statue und die Entdeckung der „Darstellung“ im 18. Jahrhundert. Fink, München 1998, ISBN 3-7705-3189-2
- Siegfried Kracauer – Grenzgänger zwischen Theorie und Literatur. Seine frühen Schriften 1913–1933. Metzler, Stuttgart 1985 (Diss. Univ. Tübingen 1984), ISBN 3-476-00573-9